# 月经羞辱

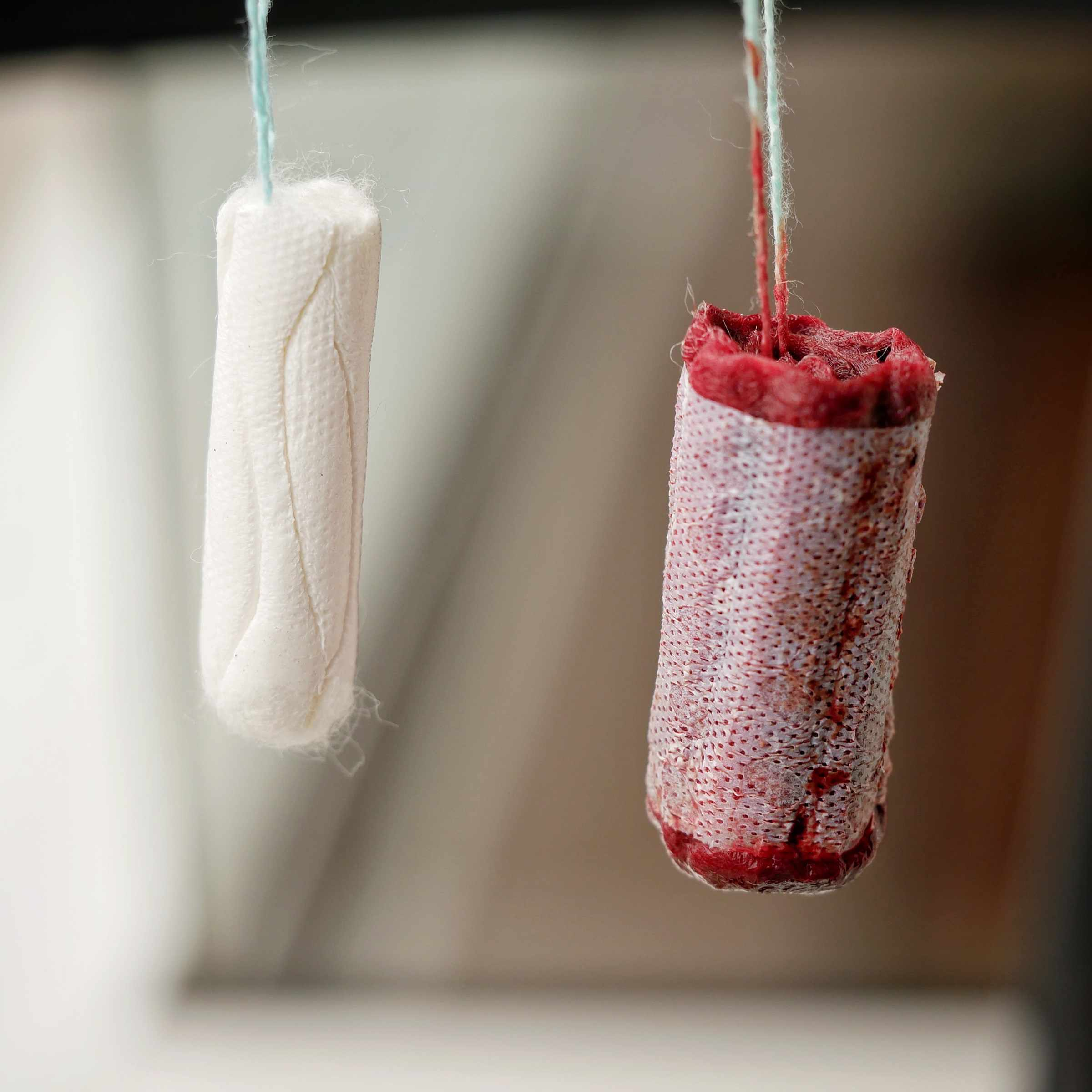
照片中分別是未使用的衛生棉條以及已使用過的衛生棉條。不過廣告上會用委婉的顏色（例如藍色）代替經血的紅色

月经羞辱是指社会上的一些人士會对月經有负面看法，並進而產生的一些禁忌行為和习俗。  月经耻辱会对女性生活的各个方面产生不利影响。例如有些人會将月经视为不洁或為此感到羞耻，有人認為月经期间性交是不可接受的。  有些女性会想辦法不讓別人看到自己月经來了，比如她們會特意穿宽松的衣服。  在月经期间，一些人可能用“恶心”、“臭”、“尴尬”、“肮脏”、“乱七八糟”等贬义词来形容月经。 有些人還會因為月經羞辱而苦惱。 